# オースティン大学
オースティン大学 (University of Austin, UATX) は、アメリカ合衆国で提案されている私立のリベラルアーツ・カレッジである。
2021年に発表され、テキサス州オースティンに設置される予定。2021年11月現在、このベンチャーは財政スポンサーに依存しており、オースティン地域のキャンパス用地を確保する過程で、大学認可を求めているところである。

## 沿革
オースティン大学の提案が初めて公表されたのは、2021年11月8日、ジャーナリストであるバリ・ワイスのサブスタック通信「Common Sense」に掲載された、元セントジョンズ・カレッジ学長のパノ・カネロス創設学長の記事においてである 。
ベンチャーの立ち上げが発表された数日後、UATXのアドバイザーであるステイシー・ホックは、UATXにはこれまでに教員候補から3,000件以上の問い合わせがあり、学生の問い合わせも圧倒的に多かったと述べている。

## 教育体制
創設時の教員フェローには、ピーター・ボゴジアン、アヤン・ヒルシ・アリ、キャスリーン・ストックがいる。その他、ローレンス・サマーズ元ハーバード大学学長、ナディーン・ストローセン元ACLU会長、アーサー・ブルックス元アメリカンエンタープライズ研究所所長がいる。
2021年11月、同大学のウェブサイトには、ロバート・ジマー、ラリー・サマーズ、ジョン・ヌネス、ゴードン・ジー、スティーブン・ピンカー、デアドラ・マクロスキー、レオン・カス、ジョナサン・ハイト、グレン・ローリー、ジョシュア・カッツ、ヴィッキー・サリバン、ジェフリー・ストーン、ビル・マクレイ、タイラー・コーエンが同大学関係者であると記載されている。
サミュエル・ゴールドマンは『The Week』に寄稿した論考において、諮問委員会の著名なメンバーはまだオースティン大学の教員になるために現職を辞していないと指摘し、彼らの「個人的コミットメントの欠如は彼らの支援の価値に疑問を投げかける」と示唆した。キャスリーン・ストックは、自分の役割は常勤ではなく、オースティンには移動しないことを明らかにした。ハーバード大学教授のスティーブン・ピンカーは、諮問委員会の一員ではあるが、そこで教える予定はないと述べ、後に委員会を辞任した。 ウエスト・ヴァージニア大学学長のゴードン・ジーは、次のように述べている。「諮問委員を務めることは、他の諮問委員が共有するすべてのことを自分も信じ、同意することを意味しない。他の大学が真実を求めなくなったことにも、高等教育が取り返しのつかないほど壊れていることにも私は同意しない」。
2021年11月11日、ロバート・ジマーは、UATXが高等教育について「私自身の見解と非常に大きく乖離した」発言をしていたと述べ、UATX理事会からの辞任を発表した。UATXは、スティーブン・ピンカーが諮問委員会を辞めたことについて声明を出し、当初UATXのウェブサイト上で彼らの顧問としての役割がどういったものだったかを明らかにしていなかったために、ピンカーとジマーには「不必要な混乱」を生じさせたことについて謝罪した。
大学ウェブサイトによると、提案された大学は2022年に大学院生を、2024年に学部生の受け入れを開始する予定である。2021年の時点では、この機関は正式には存在していないが、提案者は、米国教育省とテキサス高等教育調整委員会に認可されている認証機関である高等教育委員会を通じて設置認可を受けることを目指していると報告している
。
2022年6月9日、オースティン大学はテキサス州ダラスの旧（1954年以前）パークランド記念病院で2週間のセッションを行う「禁じられたコース（Forbidden Courses）」プログラムの申込を受け付けていた。

## ミッション
オースティン大学の提案は、『デイリー・テレグラフ』のガブリエラ・スワーリングによって「反キャンセル・カルチャー」と評され、『ニュー・リパブリック』のアレックス・シェパードによって「反ウォーク（anti-woke）」と評された。提案者の声明は、UATXが学問の自由に専念すると述べている。
このプロジェクトは、開始前の2ヶ月間で1000万米ドルの個人寄付を集め、最初の数年間で学部と大学院のプログラムを開始するために2億5000万米ドルを集めることを目指していると報告されている。提案者は、人種、性別、クラスといった要素を入学審査の上で考慮しないことを宣言し、その理由を「その種の差別に断固反対している」からだとしている。

## 反響
当初の反応として、このプロジェクトには目標を達成するためのプランがないとの批判があった。『ニューヨーク・タイムズ』のジャーナリスト、アネモナ・ハートコリスは、創設者たちが「挑発的なアイデアを実行可能な制度に変換する」ことができるかどうかを疑問視し、『ニュー・リパブリック』のアレックス・シェパードは、この計画を「大部分が中途半端」と評した。ジョージア・グウィネット・カレッジの教授で、同校の最初の認可を得るプロセスに参加したジェニファー・ワンダーは、認可された大学院と学部のプログラムを設立するために提案されたスケジュールを満たすことはほとんど不可能であると考えていた。
『ワシントン・ポスト』紙に寄稿した政治学者のダニエル・W・ドレズナーは、2022年秋までに大学院生を募集することは、「そのプロセスを加速させるために必要な入学審査担当者」がいない状態では困難であると考えた。『ニューヨーク・タイムズ』オピニオンコラムニストのロス・ダウトは、新しい大学の発足を前向きな展開と捉え、19世紀以来、主要な大学の発足がどれだけ少なかったかを指摘しつつ、それがいかに高価かものになるかを認めている。彼はまた、「学術的な真剣さという大義を促進したいという願望と、寄付者の支持を集めるために必要かもしれない文化戦争の旗振りとの間の緊張」など、このプロジェクトにおける相反する力を見ていた 。
このプロジェクトはソーシャルメディア上で「手厳しい批判」を受け、それにはワイスの元同僚であるニコル・ハンナ・ジョーンズらによる、トランプ大学と比較するツイートも含まれていた。『ワシントン・ポスト』に寄稿した政治学者のダニエル・W・ドレズナーは、UATXとトランプ大学の比較することは「不親切かつ真実ではない」とした。『Inside Higher Ed』のジョン・ワーナーは、「プロジェクトの背後にある意図は誠実であるという高い信頼があるので、私はそれを詐欺またはペテン師と呼ぶことは不公平だと思う」と述べた。
オースティン大学は、イギリスのメディアから「反キャンセルカルチャー」、「反ウォーク」と評されている。